# North Rock (Maine)
North Rock (französisch: Roche North) ist ein kleines Felsen-Eiland im Golf von Maine 2,5 Seemeilen nördlich von Machias Seal Island.

## Besitzansprüche
Das Eigentum ist zwischen der kanadischen Provinz New Brunswick und dem US-Bundesstaat Maine wegen eines Gebietsdisputs im Rahmen der Gebietsansprüche zwischen Kanada und den Vereinigten Staaten um Machias Seal Island umstritten.
Der Grenzdisput rührt von zwei widersprüchlichen Grenzvereinbarungen her:
- Im Frieden von Paris (1783) wurden den Vereinigten Staaten im Golf von Maine alle nicht weiter als 20 Seeleugen (60 Seemeilen) vom Gebiet der USA entfernten Inseln zugesprochen, sofern sie nicht zum Territorium von Nova Scotia gehören. Machias Seal Island liegt in dieser Zone.
- In der Urkunde, mit der 1621 Sir William Alexander das Territorium von Nova Scotia als Siedlungsgebiet für seine erste schottische Kolonie zugesprochen bekam, wurde die Grenze zur damaligen Massachusetts Bay Colony als Linie zwischen der Nordwestspitze der Nova-Scotia-Halbinsel durch die Bay of Fundy bis zur Mündung des St. Croix River definiert sowie alle „Inseln und Gewässer, die nahe oder nicht mehr als sechs Seeleugen“ (18 Seemeilen) von dieser Grenze entfernt liegen.

Je nach Auslegung der Urkunden liegt der Felsen entweder beim einen oder dem anderen Territorium. Als 1979 die beiden Staaten vor den Internationalen Gerichtshof in Den Haag zogen, um eine Regelung der Grenzfrage im Golf von Maine im Bereich der Georges Bank zu erreichen, wurde das Thema explizit ausgeklammert, indem man sich auf einen südwestlich der Insel gelegenen Startpunkt für die vom Gericht zu beschließende Grenzziehung einigte. Auf diese Weise klafft seit dem Ende des Verfahrens 1984 de facto eine mehrere Dutzend Kilometer lange Lücke in der maritimen Grenze der beiden Staaten. Mitten in dieser „Grauzone“ liegen Machias Seal Island und North Rock.

## Einzelnachweis
1. ↑  Puffin Wars: The island paradise at centre of last Canada-U.S. land dispute. In: National Post. 28. November 2012, abgerufen am 9. Februar 2018.